# 霍顿 (密苏里州)
霍顿（英語：Horton）是美国密蘇里州弗農縣北部的一个非建制地區，位于县治内华达以北约八英里，71号美国国道与49号州际公路经过此地。

## 注
1. ↑  美国地质调查局地名信息系统：霍顿，密苏里州
2. ↑  .   [2016-08-29]. （原始内容存档于2020-07-16）.